# Alberto Lopo
Alberto Lopo García, né le 5 mai 1980 à Barcelone, est un footballeur espagnol qui évolue au poste de défenseur central de la fin des années 1990 à la fin des années 2010.

## Palmarès
- Coupe d'Espagne : 2000, 2006 (Espanyol de Barcelone).